# Evania opaca
Evania opaca är en stekelart som beskrevs av Jean-Jacques Kieffer 1916. Evania opaca ingår i släktet Evania och familjen hungersteklar. Inga underarter finns listade i Catalogue of Life.